# Michael Roche
Michael „Bunky“ Roche (* 1933) ist ein US-amerikanischer Badmintonspieler. 

## Karriere
Michael Roche gewann bei den US Open 1959 die Mixedkonkurrenz gemeinsam mit Judy Devlin. Bereits 1957 war er dreifach bei den Altoona YMCA Open erfolgreich gewesen.